# In It for the Money
In It for the Money – singel zespołu Client, wydany 14 czerwca 2004, promujący album City.

## Informacje
- Nagrano w Toast Hawaii
- Produkcja
- Teksty i muzyka

## WydaniaToast Hawaii
- 7 Toast Hawaii 005 wydany kiedy (niebieski winyl)
  1. In It for the Money
  2. Down to the Underground

- 12 Toast Hawaii 005 wydany 14 czerwca 2004
  1. In It for the Money (The Grid Static in the Attic Mix)
  2. In It for the Money (Client vs. The Zip Remix)
  3. In It for the Money (Extended Mix)
  4. In It for the Money (Grand National Remix)

- CD Toast Hawaii 005 wydany 14 czerwca 2004
  1. In It for the Money
  2. Down to the Underground
  3. Burning Up